# Алан Ломакс
Алан Ломакс (на английски: Alan Lomax) е американски колекционер на фолклорна музика от ерата на ХХ век.
Наред с всичко друго той е фолклорист, етномузиколог, архивист, писател, учен, политически активист, историк на неписаната история, както и филмов деец. Продуцира в САЩ и Великобритания записи, концерти и радиопредавания, които подклаждат интереса в тези страни към фолклорната музика през 1940-те, 1950-те и началото на 1960-те години. Когато в САЩ се политиката на Новия курс на Рузвелт, Алан и баща му фолклористът и колекционер Джон А. Ломакс, по-късно сам и с други хора, Ломакс записва хиляди песни и интервюта, които постъпват в Архив „Американска фолклорна песен“ в Библиотеката на Конгреса в алуминиев и ацетатен формат.
1942 е годината, в която Конгресът съкращава бюджета на Библиотеката на Конгреса за финансиране на колекционерството на фолклорна музика. Ломакс решава да колекционира самостоятелно в Обединеното кралство, Ирландия, Карибите, Италия и Испания, както и в САЩ. Той използва най-новата звукозаписна технология, като събира огромна колекция от американска и чуждестранна култура.
Интересен факт е, че Алан Ломан пристига в България през октомври и ноември 1954 година, за да записва автентични народни песни. Той прави записи на придобили широка известност след това певци като Вълкана Стоянова, Надка Караджова, Славка Секутова /тогава Георгиева/, Руска Божилова и други, като всички те са упоменати с родните им населени места. 34-те записани от него песни се материализират в албума "World Library of Folk and Primitive Music Vol XVII: Bulgaria", издаден през 1959 година от Columbia Masterworks.
През 2004 година материалът, който е записан и продуциран без съдействието на Библиотеката на Конгреса, е придобит от тази съща Библиотека, което „поднася всичките 70 години от работата на Алан Ломакс в едно цяло, под един покрив, в Библиотеката на Конгреса, където то ще намери постоянен дом.“
Студената война започва и Ломакс решава да ораторства в полза на публичната роля на фолклора, дори във време, в което академичните фолклористи се обръщат към себе си. Той отделя голяма част от по-късния си живот в подкрепяне на Културното равенство, което той цели да постави на здрава теоретична основа, след като е правил изследвания върху песенното творчество (включващи прототип на образователна програма с кантометрична основа, т.нар. Глобална музикална кутия).
През 70-те и 80-те Ломакс е консултант на Смитсонския институт и по-точно на неговия фестивал Фолклайф. Продуцира и поредица от филми за фолклорна музика, American Patchwork, които се предават в ефира на ПиБиЕс през 1991 година. В края на 70-те си години Ломакс завършва дълго отлаган мемоар, Земята, където започна блусът (1995 г.), в която прави връзки между раждането на блуса и робуването на заемите, сегрегацията, и насилствения труд в Американския Юг.
Умира на 19 юли 2002 г. в Сейфти Харбър, Флорида на 87-годишна възраст.